# Feniks (1627)
"Feniks" – polski okręt - fluita z okresu XVII wieku. 
Był to początkowo holenderski statek handlowy typu fluita. Podczas wojny polsko-szwedzkiej, został w grudniu 1627 zdobyty na Bałtyku przez patrolujący polski okręt "Żółty Lew" i 13 grudnia przyprowadzony do Wisłoujścia. Został następnie zarekwirowany przez władze polskie i wyposażony jako okręt, pod nazwą "Feniks". 
15 kwietnia 1628 "Feniks" wyruszył w swój pierwszy rejs rozpoznawczy w składzie eskadry czterech okrętów (wraz z "Panną Wodną", "Żółtym Lwem" i "Czarnym Krukiem"). 19 kwietnia razem z "Czarnym Krukiem" przyprowadził do Wisłoujścia angielski statek podejrzany o przewóz kontrabandy dla Szwedów. Na dzień 2 maja 1628 kapitanem okrętu był Hans Meylckens.
Podczas ataku szwedzkich wojsk wspieranych artylerią na polskie okręty stojące u ujścia Wisły koło Twierdzy Wisłoujście po północy 6 lipca 1628, "Feniks" utknął na mieliźnie próbując wycofać się w górę rzeki i został uszkodzony ogniem artylerii. Zdołano jednak pod osłoną ognia okrętów "Wodnik" i "Tygrys" ściągnąć okręt z mielizny i doprowadzić do drugiej grupy okrętów polskich w rejonie Polskiego Haku.
W styczniu 1629 roku "Feniks" wraz z innymi polskimi okrętami został oddany przez króla Zygmunta III Wazę na służbę habsburskiej Ligi Katolickiej toczącej wojnę trzydziestoletnią i wysłany do Wismaru.  Na skutek burzy po drodze, przybył tam później od innych polskich okrętów - 14 lutego. Polskie okręty, stacjonując w Wismarze walczyły z flotą duńską, następnie szwedzką w sporadycznych mniejszych potyczkach. 22 stycznia 1632 po kapitulacji Wismaru, polskie okręty zostały zdobyte przez Szwedów i wcielone do ich floty. Dalszy los okrętu nie jest znany.

## Dane
- pojemność: 180 t
- długość kadłuba między stewami - 25 m
- szerokość kadłuba - 5,1
- załoga: 30 marynarzy i przypuszczalnie do ok. 80 żołnierzy piechoty morskiej
- uzbrojenie: 15 dział niewielkich wagomiarów (do kilku funtów) w baterii burtowej